# Alopecosa atis
Alopecosa atis är en spindelart som beskrevs av Lodovico di Caporiacco 1949. Alopecosa atis ingår i släktet Alopecosa och familjen vargspindlar. Inga underarter finns listade i Catalogue of Life.